# Рай для парубків і Пекло для дівчат
«Рай для па́рубків і Пе́кло для дівча́т» (англ. The Paradise of Bachelors and the Tartarus of Maids) — оповідання класика американської літератури Германа Мелвілла зі збірки «Яблуневий стіл та інші історії». Написане у 1854 році, вперше опубліковане в журналі «Harper's Magazine» у квітні 1855 року. В цьому творі письменник порушує питання соціальної несправедливості, породженої капіталістичними відносинами, критикує роль людини, приреченої в капіталістичній моделі бути лише додатком до машин. На створення цього оповідання автора надихнули дві поїздки: до лондонських Судових інів у грудні 1849-го та до папірні у Далтоні (штат Массачусетс) у січні 1851 року.

## Сюжет

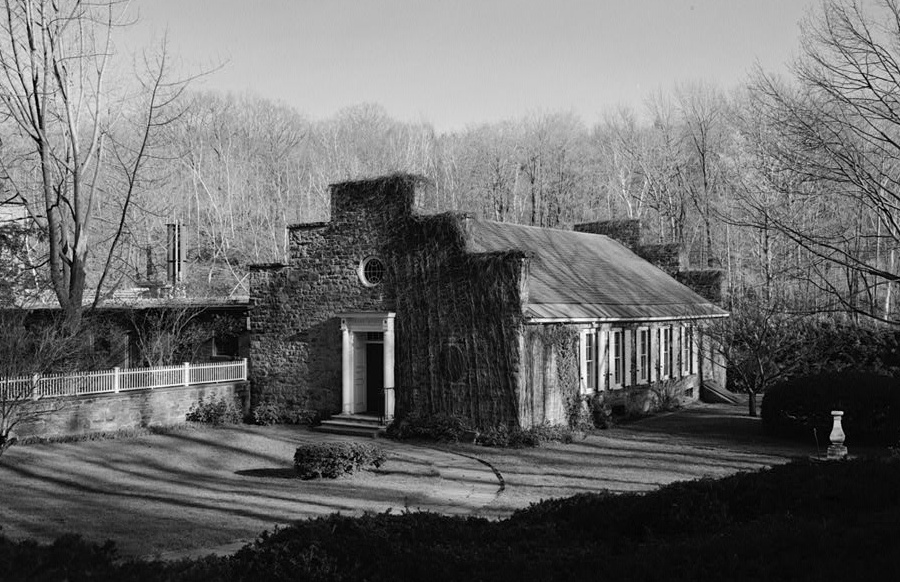
Одне з приміщень паперової фабрики в Далтоні, нині перетворене на музей.

Оповідання складається з двох нарисів з окремими сюжетними лініями, які об'єднує лише спільна ідея, побудована на контрасті зображуваного.
В нарисі «Рай для парубків» Герман Мелвілл показує атмосферу Судових інів, розташованих поблизу Темпла — колишнього храму тамплієрів. Ці квартали наче успадкували авторитет давніх лицарів. Усе тут дихає невимушеними розкошами, за столом збираються лише неодружені чоловіки, і всі вони успішні, ерудовані, цікаві співрозмовники, що однаково легко п'ють дорогі вина і діляться історіями з власного насиченого життя.
У нарисі «Пекло для дівчат» автор описує свою поїздку до папірні, розташованої далеко в горах. Завітавши сюди морозним ранком, він бачить навколо молодих, але блідих як папір дівчат, які у гнітючому мовчанні обслуговують різноманітні машини. Під час екскурсії фабрикою гість дізнається про шкідливі умови праці, 12-годинний робочий день і неодружений стан працівниць, приречених гаяти молодість у виснажливих умовах в глушині. З «раєм для парубків» їх зв'язує тільки сировина — ганчір'я, яке імпортують з Лондона.